# Bananinha

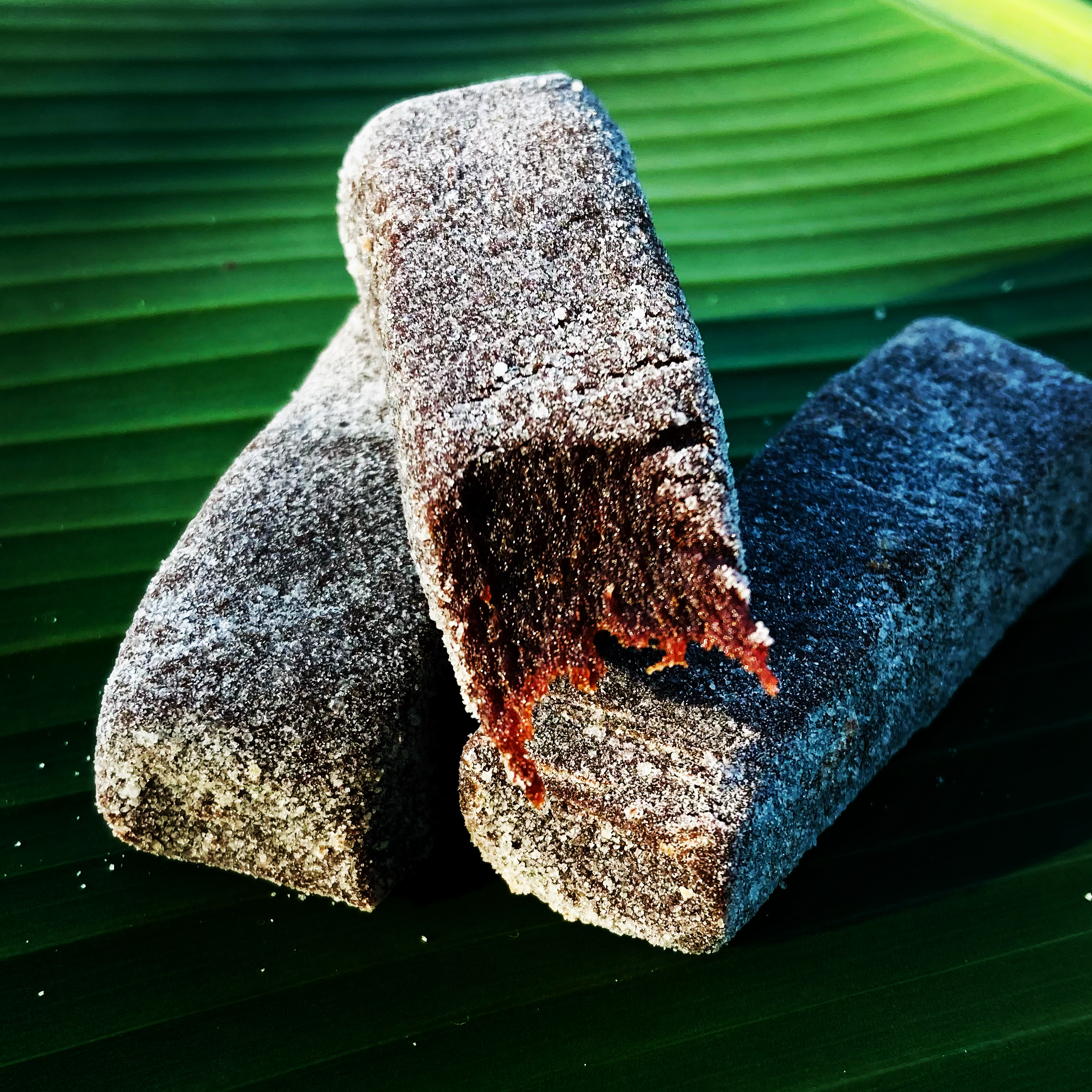
Bananinha

Bananinha es un dulce brasileño típico de la cocina caipira. Son pequeñas tortas de banana, harina de trigo y azúcar con forma de bananas o, en las industrializadas, con forma rectangular. La Bananinha Palmital, hecha sólo con banana y azúcar es un ejemplo de este dulce. Algunas ciudades del Valle del Paraíba y del Litoral Norte del estado de São Paulo también lo elaboran.
El libro El dialecto caipira, de Amadeu Amaral, hace referencia a este dulce.